# Бонд, Джонатан
Джонатан Ге́нри Бонд (англ. Jonathan Henry Bond; 19 мая 1993, Хемел-Хемпстед, Великобритания) — британский футболист, вратарь клуба «Уотфорд».

## Клубная карьера

### «Уотфорд»
Родился 19 мая 1993 года в городе Хемел-Хемпстед, графство Хартфордшир, Великобритания. Прошёл через академию и юношеские команды клуба «Уотфорд», выступая на стадионе «Викаридж Роуд». В сезоне 2010/11 несколько раз появился в заявке команды как третий вратарь после травмы основного голкипера Рене Гилмартина. В октябре 2010 года был арендован клубом «Брэкли Таун» выступавшим в Северной Национальной лиге. В августе 2011 года был повторно арендован «святыми» для получения игрового опыта.
После возвращения в «Уотфорд», Бонд был отправлен в клуб «Форест Грин Роверс» на месячную аренду. 5 ноября 2011 года дебютировал за «роверс» в победном матче против «Олфретон Таун». Проведя за клуб четыре матча, был возвращён в расположение «Уотфорда». 2 января 2012 года в матче против «Портсмута» дебютировал в составе «шершней» заменив Скотта Лоуча, удалённого на 83-й минуте игры. В конце февраля 2012 года подписал месячное арендное соглашение с командой «Дагенем энд Редбридж». В апреле 2012 года, Бонд был до конца сезона арендован клубом «Бери», в дебютном матче разгромно проиграл «Брентфорду» (0:3).
После поражения в матче Кубка Английского футбольной лиги против «Манчестер Сити», в котором Бонд вышел в стартовом составе, в домашнего матча Чемпионшипа против «Дерби Каунти», заменив травмированного испанца Мануэля Альмунии. 2 апреля 2013 года с «Халл Сити», Бонд вышел в стартовом составе шестой матч подряд из-за того что Алмунья не восстановился от травмы. 4 мая в финальном матче сезона «Лидс Юнайтед» после того как испанский вратарь получил повреждения на разминки, Бонд не смог доиграть матч до конца и был унесён на носилках после столкновения с Икечи Анья и Доминика Полеона.

### «Рединг»
4 июля 2015 года Бонд подписал трёхлетний контракт с «Редингом», перейдя из «Уотфорда» за нераскрытую сумму.
26 августа 2016 года Бонд отправился в аренду в «Джиллингем» до 7 января 2017 года.
26 июня 2017 года Бонд отправился в шестимесячную аренду в «Питерборо Юнайтед». 3 января 2018 года его аренда была продлена до конца сезона.

### «Вест Бромвич Альбион»
16 июля 2018 года Бонд на правах свободного агента подписал трёхлетний контракт с «Вест Бромвич Альбион». Дебютировал за «Альбион» 5 января 2019 года в матче третьего раунда Кубок Англии 2018/19 против «Уиган Атлетик».

### «Лос-Анджелес Гэлакси»
14 января 2021 года Джонатан Бонд стал игроком американского «Лос-Анджелес Гэлакси». В MLS дебютировал 18 апреля 2021 года в матче стартового тура сезона 2021 против «Интер Майами». 19 декабря 2022 года Бонд продлил контракт с «Лос-Анджелес Гэлакси» на два года, до конца сезона 2024, с опцией на сезон 2025. 22 февраля 2024 года Бонд покинул «Лос-Анджелес Гэлакси» по обоюдному согласию сторон.

### Возвращение в «Уотфорд»
3 июля 2024 года Бонд вернулся в «Уотфорд», подписав однолетний контракт с опцией продления ещё на один год.